# شهرستان السود
ناحیهٔ السود (به عربی: مدیریة السود) یک ناحیه در یمن است که در استان عمران واقع شده‌است.
ناحیهٔ السود ۲۵٬۸۹۲ نفر جمعیت دارد.